# تاريخ الجيش البريطاني

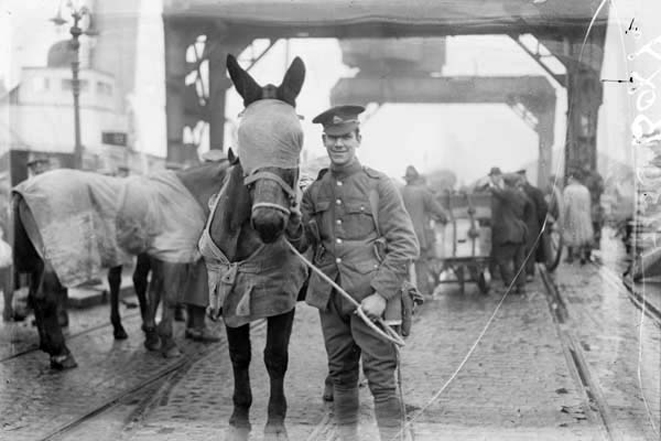
صورة لاحد افراد الجيش البريطاني في الماضي

تاريخ الجيش البريطاني تأسس الجيش البريطاني منذ نحو ثلاثة قرون ونصف في عام 1660، ويتضمن هذا التاريخ العديد من الحروب الأوروبية والحروب الاستعمارية والحربين العالميتين. منذ أواخر القرن السابع عشر حتى منتصف القرن العشرين، كانت المملكة المتحدة هي القوة الاقتصادية والإمبريالية الأكبر في العالم، وعلى الرغم من أن هذه الهيمنة قد تحققت أساسًا من خلال قوة البحرية الملكية (أر إن)، فقد لعب الجيش البريطاني دورًا مهمًا.
اعتبارًا من عام 2015، أصبح تعداد الجيش 92000 جنديًا في الجيش النظامي (بينهم 2700 من الجوركا) و20480 متطوعًا احتياطيًا. حافظت بريطانيا بشكل عام على جيش نظامي صغير فقط خلال أوقات السلم، ووسعت هذا الجيش وقت الحرب، وذلك بسبب الدور التقليدي لبريطانيا كقوة بحرية. ومنذ قمع حركة اليعاقبة في عام 1745، لعب الجيش البريطاني دورًا ضئيلًا في السياسة الداخلية البريطانية (باستثناء حادثة كوراغ)، ونادرًا ما كان يُنشر ضد التهديدات الداخلية للسلطة، باستثناء إيرلندا (بالإضافة إلى مذبحة بيترلو سيئة السمعة).
شارك الجيش البريطاني في العديد من الصراعات الدولية، بما في ذلك الحروب النابليونية وحرب القرم والحرب العالمية الأولى والثانية. وتاريخياً، ساهم في توسع الإمبراطورية البريطانية والمحافظة عليها.
ودائمًا ما كان الجيش البريطاني في طليعة التطورات العسكرية الجديدة. إذ كان الأول في العالم في تطوير ونشر الدبابات، وكان الفيلق الجوي الملكي (أر إف سي) ضمن الجيش البريطاني هو الأساس لما يعرف الآن بسلاح الجو الملكي (أر إيه إف). ويؤكد الجيش البريطاني على استمرارية وطول عمر العديد من مؤسساته وتقاليده العسكرية.

## الأصول

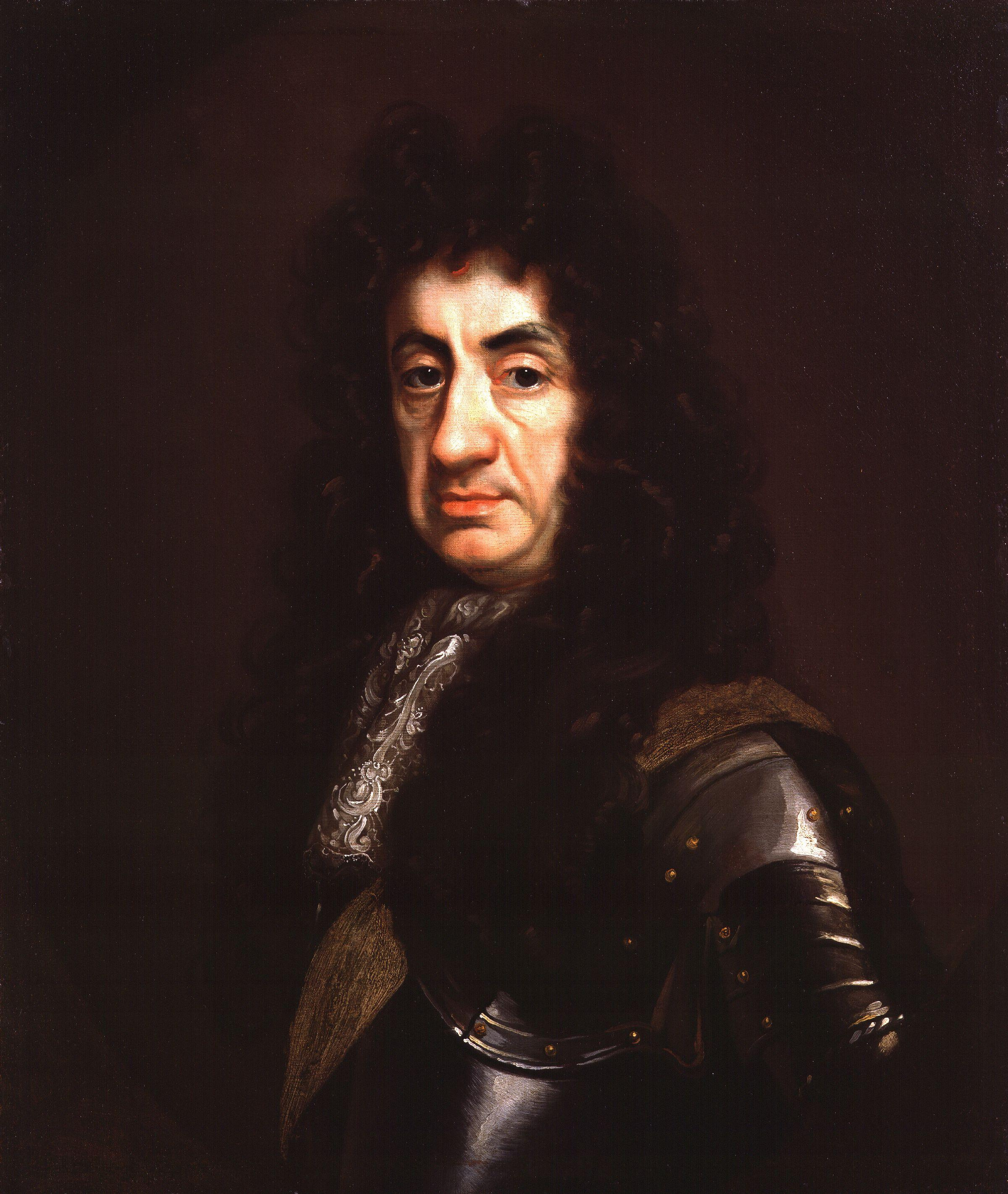
الملك تشارلز الثاني، بقلم جون رايلي (توفي عام 1691).

تأسس الجيش الإنجليزي لأول مرة كقوة عسكرية دائمة في عام 1660. وفي عام 1707، دُمجت العديد من أفواج الجيشين الإنجليزي والإسكتلندي تحت قيادة عملياتية واحدة وتمركزت في هولندا للقتال في حرب الخلافة الإسبانية. وعلى الرغم من أن الأفواج أصبحت وقتها جزءًا من المؤسسة العسكرية البريطانية الجديدة، إلا أنها بقيت تحت نفس القيادة العملياتية، وبالتالي لم تُنقل أفواج الجيوش القديمة في الموقع إلى الجيش الجديد فحسب، بل أيضًا دبت فيها الأعراف المؤسسية والعادات والتقاليد للجيوش الدائمة القديمة، وذلك بعد فترة وجيزة من استرداد النظام الملكي قبل 47 عامًا.
يتحدث ستيوارت أسكويث عن الجذور قبل عام 1660:
تعتبر السلطات تاريخ استرداد الملكية عام 1660 على أنه تاريخ ميلاد جيشنا البريطاني الحديث. في حين أن هذا قد يكون صحيحًا فيما يتعلق باستمرارية هوية الوحدة، إلا أنه غير صحيح بدقة أكبر. تُظهر أدلة التاريخ أن إنشاء آلة عسكرية فعالة (الجيش النموذجي الجديد)، ووجودها في ساحة المعركة، يسبق فترة استرداد الملكية بخمسة عشر عامًا. فقد وُضعت أسس الجيش البريطاني المحترف في ساحات معارك نيزبي ودنبار وديونز.
كان الجيش النموذجي الجديد هو أول جيش محترف يعمل بدوام كامل نشأ داخل الممالك الثلاث إنجلترا وأيرلندا وإسكتلندا. تأسس في عام 1645 من قبل البرلمان الإنجليزي الطويل وأثبت أنه متميز في هذا المجال. في نهاية الحرب الأهلية الأولى، نجا الجيش النموذجي الجديد من محاولات البرلمان لحله. وقد وصف ونستون تشرشل قوته على هذا النحو:
قصة الحرب الأهلية الإنجليزية الثانية قصيرة وبسيطة. الملك، واللوردات والعموم، والملاك، والتجار، والمدينة والريف، والأساقفة والكهنة، والجيش الإسكتلندي، وشعب ويلز، والأسطول الإنجليزي، كلهم انقلبوا الآن ضد الجيش النموذجي الجديد. تغلب الجيش على الكثير!
بعد أن نجا الجيش من محاولات البرلمان لحله، ازدهر كمؤسسة خلال فترة انتقال العرش. وجرى حله عام 1660 مع استرداد النظام الملكي في عهد تشارلز الثاني.
أثناء استرداد الملكية، سعى تشارلز الثاني إلى إنشاء جيش دائم صغير يتكون من بعض أفواج الجيش الملكي والنموذجي الجديد. في 26 يناير عام 1661، أصدر تشارلز الثاني الأمر الملكي الذي أنشأ الأفواج الأولى لما سيصبح الجيش البريطاني، على الرغم من أن إسكتلندا وإنجلترا احتفظتا بمؤسسات عسكرية منفصلة حتى قانوني الاتحاد عام 1707.
وضع الملك تشارلز في هذه الأفواج الفرسان الذين ارتبطوا به أثناء منفاه في القارة الأوروبية وقاتلوا من أجله في معركة دونز ضد الراوندهيد في المحمية وحلفائهم الفرنسيين. ومن أجل المنفعة السياسية، جند أيضًا بعض عناصر الجيش النموذجي الجديد. تكونت القوة الكاملة من فيلقين من الخيول وخمسة أو ستة من المشاة. وقد بُني هيكل الجيش الإنجليزي تدريجياً على هذا الأساس الضيق والمتين. كانت الخيالة تتألف من فوجين من حرس الحياة الملكي (مكونين من الفرسان المنفيين). والبلوز (أو أوكسفورد بلوز)، التي شكلها اللورد أكسفورد، من بين أفضل أفواج خيول الجيش النموذجي الجديد. كانت أفواج المشاة عبارة عن حرس غرينادير (في البداية كانا فوجين هما فوج اللورد وينتورث وفوج حرس جون راسل الذين اندمجا في عام 1665)، وحرس كولدستريم (فوج الجيش النموذجي الجديد للجنرال مونك)، والإسكتلنديون الملكيون (كانوا من الحرس الإسكتلندي في فرنسا)، وفوج الملكة الثاني.
كان العديد من رعايا تشارلز غير مرتاحين لإنشاء هذا الجيش الصغير. وصاغ كتاب المناشير منشورات تعبر عن خوف الناس الذين عاشوا بذاكرة حية لحكم الألوية، ولم يحبوا فرض الحكم العسكري أو تكاليف الاحتفاظ بجيش في وقت لم تكن فيه البلاد في حالة حرب داخلية أو مع الأخرين. تذكر الناس أيضًا «طغيان أحد عشر عامًا» لتشارلز الأول، وخشوا أن يسمح الجيش الدائم تحت القيادة الملكية للملوك في المستقبل بتجاهل رغبات البرلمان.
لم يكن الإنجليز متصالحين تمامًا مع الحاجة إلى جيش دائم حتى عهد ويليام الثالث عندما جعلت الحروب شبه الدائمة مع الدول الأوروبية الأخرى وجود جيش دائم متواضع ضرورة للدفاع عن إنجلترا والحفاظ على مكانتها في العالم. لكن الرأي العام، الذي كان دائمًا قلقًا من الأيام القديمة السيئة، قرر ألا يسمح لنفسه بالراحة حتى يحدد صلاحيات التاج في هذه النقطة الحساسة. نجح البرلمان أخيرًا في السيطرة على الجيش، وبموجب مشروع قانون عام، يُعرف عمومًا بقانون العصيان، وضع القيود التي كانت تحمي أيضًا حرية الشعب، مع احترام حقوق الملك. وقد فعلت ذلك بجعل الجيش النظامي مشروطًا بتجديد البرلمان له سنويًا. وحتى يومنا هذا، يلزم وجود إشعارات بالمتابعة السنوية حتى يبقى الجيش البريطاني قانونيًا. نظريًا، يضمن هذا أيضًا الحكومة التمثيلية، إذ يجب أن يجتمع البرلمان مرة واحدة على الأقل سنويًا للتصديق على الأمر في المجلس بتجديد قانون الجيش (1955) لمدة عام آخر.